# Vicente Garcia

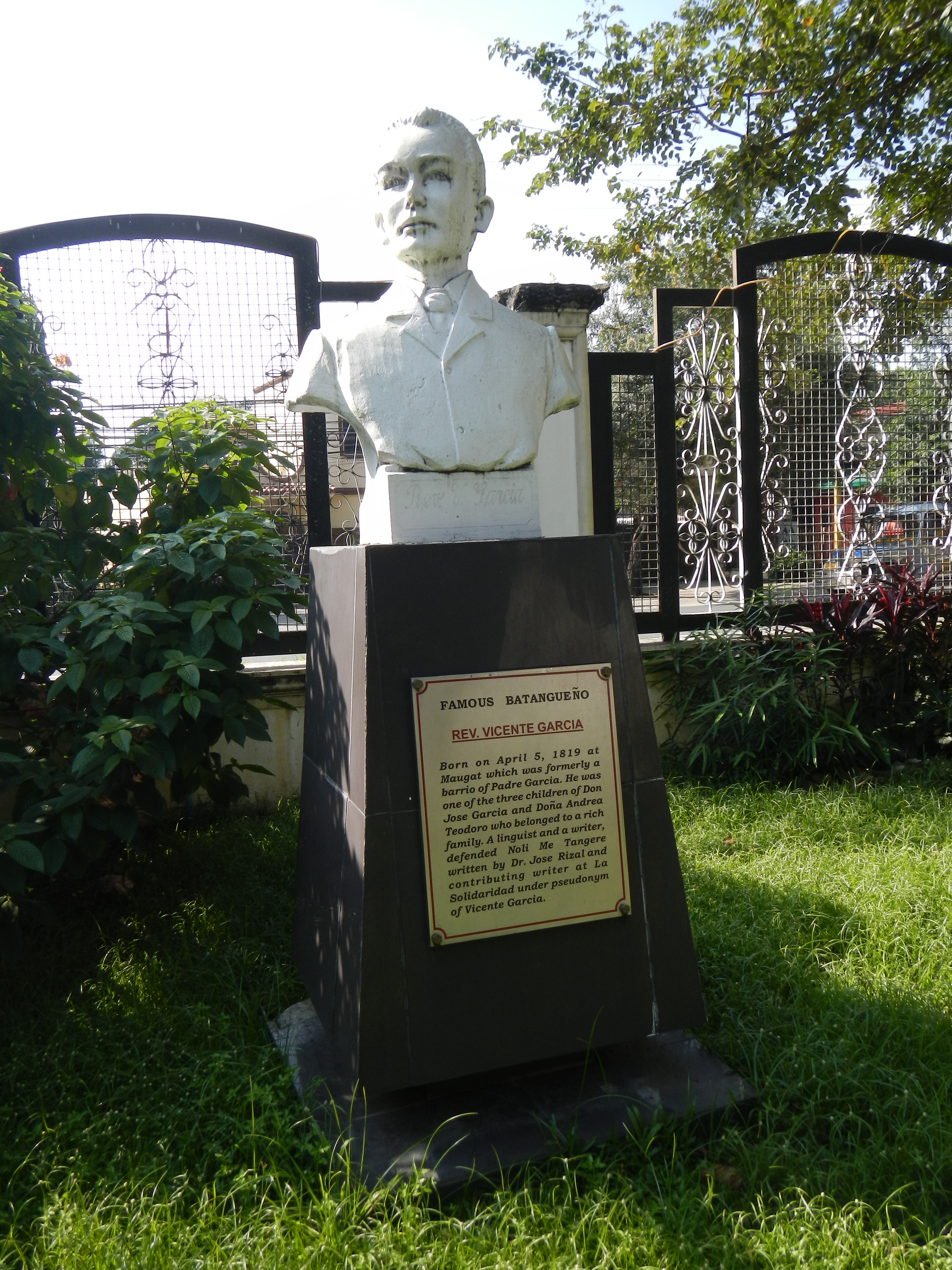
Vicente Garcia

Vicente Garcia (Rosario, 5 april 1817 - 12 oktober 1899) was een Filipijns rooms-katholiek priester.

## Biografie
Vicente Garcia werd geboren op 5 april 1817 in Rosario in de Filipijnse provincie Batangas. Zijn ouders waren Jose Garcia en Andrea Teodoro, allebei landeigenaren. Hij behaalde in 1839 een Bachelor of Arts aan de University of Santo Tomas. In 1848 voltooide hij een Bachelor Theologie. Op 28 november 1848 behaalde Garcia zijn licentiaat Theologie. In juni van het jaar erop werd hij tot priester gewijd. In 1855 behaalde Garcia de graad van Doctor in de Theologie. Garcia was kapelaan voor een militair regiment en werd later aangesteld in de kerkprovincie Nueva Cacere waar hij uiteindelijk provisor van de bisschop was.
Garcia schreef en vertaalde veel religieuze werken van het Latijn naar de lokale taal Tagalog. Ook schreef hij artikelen in de Spaanse krant El Diario de Manila. Garcia richtte een ziekenhuis voor lepralijders op in Nueva Cáceres en onderhield dit van zijn eigen geld.
Garcia overleed in 1899 op 82-jarige leeftijd. De gemeente Padre Garcia in Batangas is naar hem vernoemd.